# Geertekerkhof
Het Geertekerkhof is een straat in de binnenstad van de Nederlandse stad Utrecht. Het Geertekerkhof loopt vanaf Springweg tot de Pelmolenweg.
Het Geertekerkhof zelf is een eeuwenoude straat met een rijke geschiedenis. Aan het Geertekerkhof 23 staat de monumentale Geertekerk uit de 13e eeuw. Een van de andere monumentale panden op het Geertekerkhof staat op nummer 2, de 18e-eeuwse waterpomp heeft eenzelfde waardering. Het monumentale hoekpand aan de Springweg heeft een pothuis. Aan het Geertekerkhof 12 en 13 zat Schwager met een historisch merk van fietsen en motorfietsen. Het was een Nederlandse fabriek die gevestigd was in Utrecht en die in 1903 bezig was met de ontwikkeling van een motorfiets met een eigen motorblok.
Naar de Geertekerk zijn ook andere straten en dergelijke vernoemd in de nabije omgeving. Zo is er het Kleine Geertekerkhof. Het Geertebolwerk ligt in het verlengde van de Pelmolenweg; hoewel de naam misschien anders doet vermoeden heeft hier geen bolwerk in de vorm van een militaire verdediging gelegen. De Geertestraat komt uit op de Springweg en het Geertekerkhof plus de Geertebrug.

## Fotogalerij

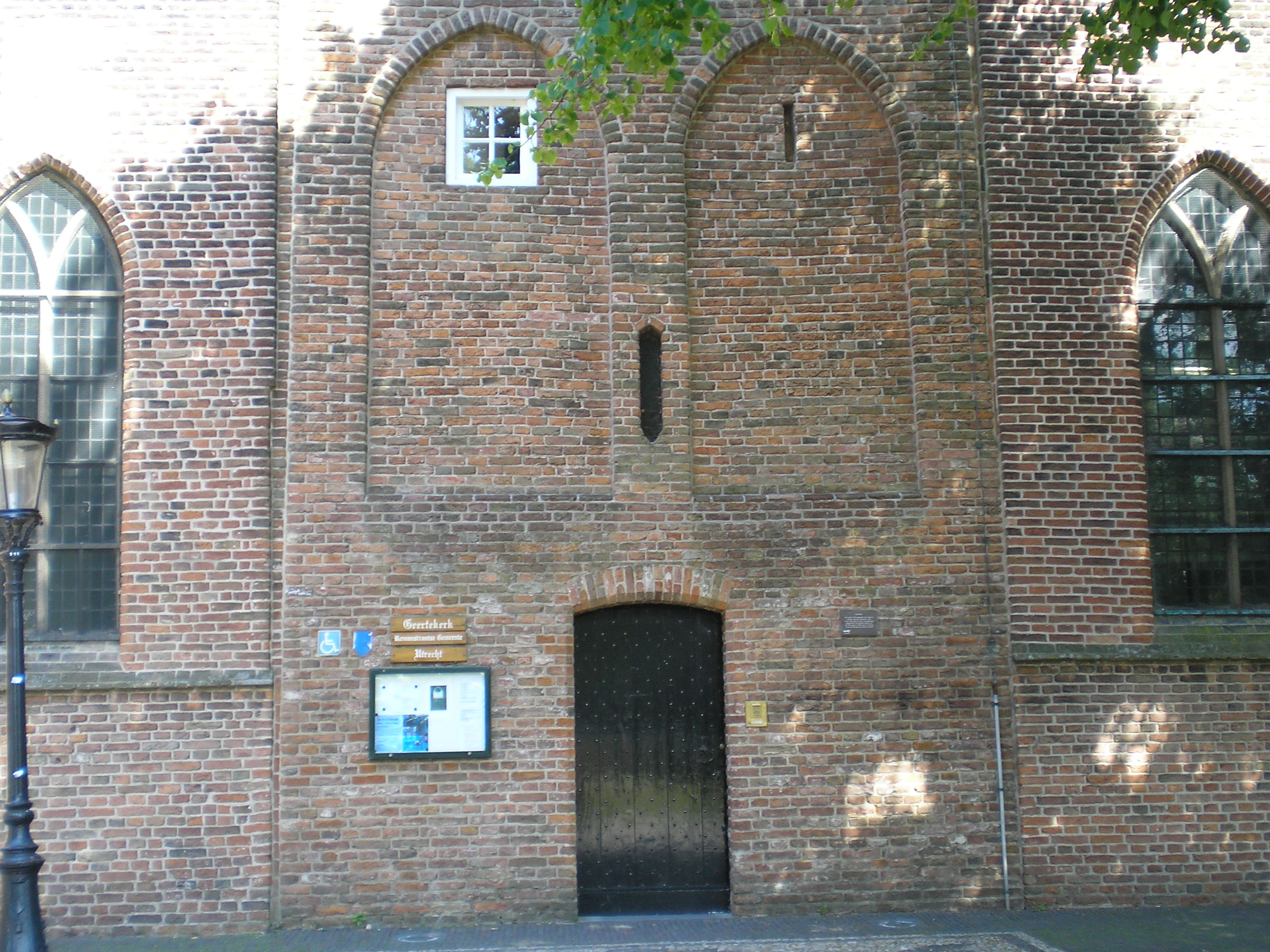
Geertekerk aan het Geertekerkhof 23 te Utrecht
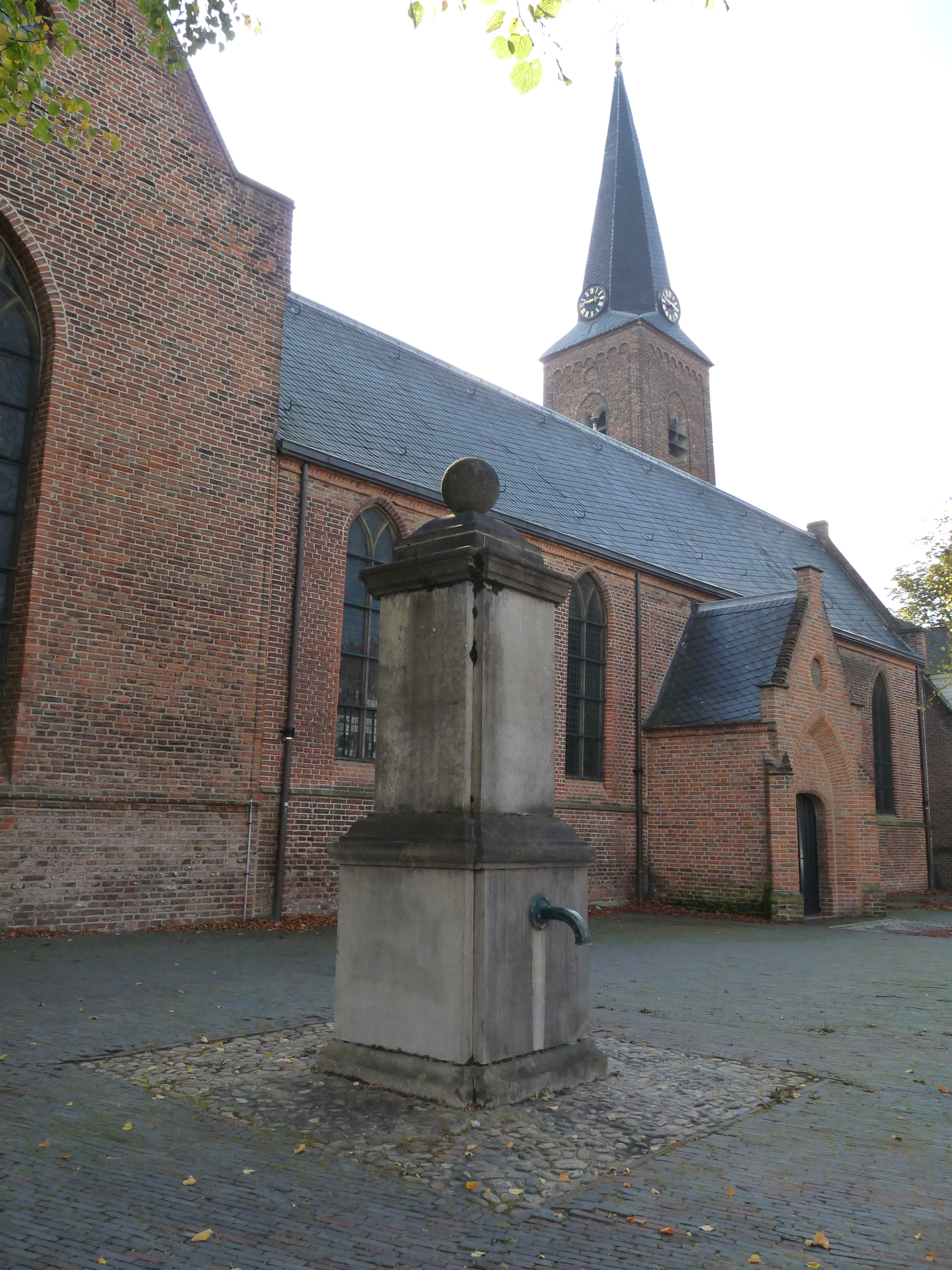
Waterpomp (18e eeuw) op het Geertekerkhof
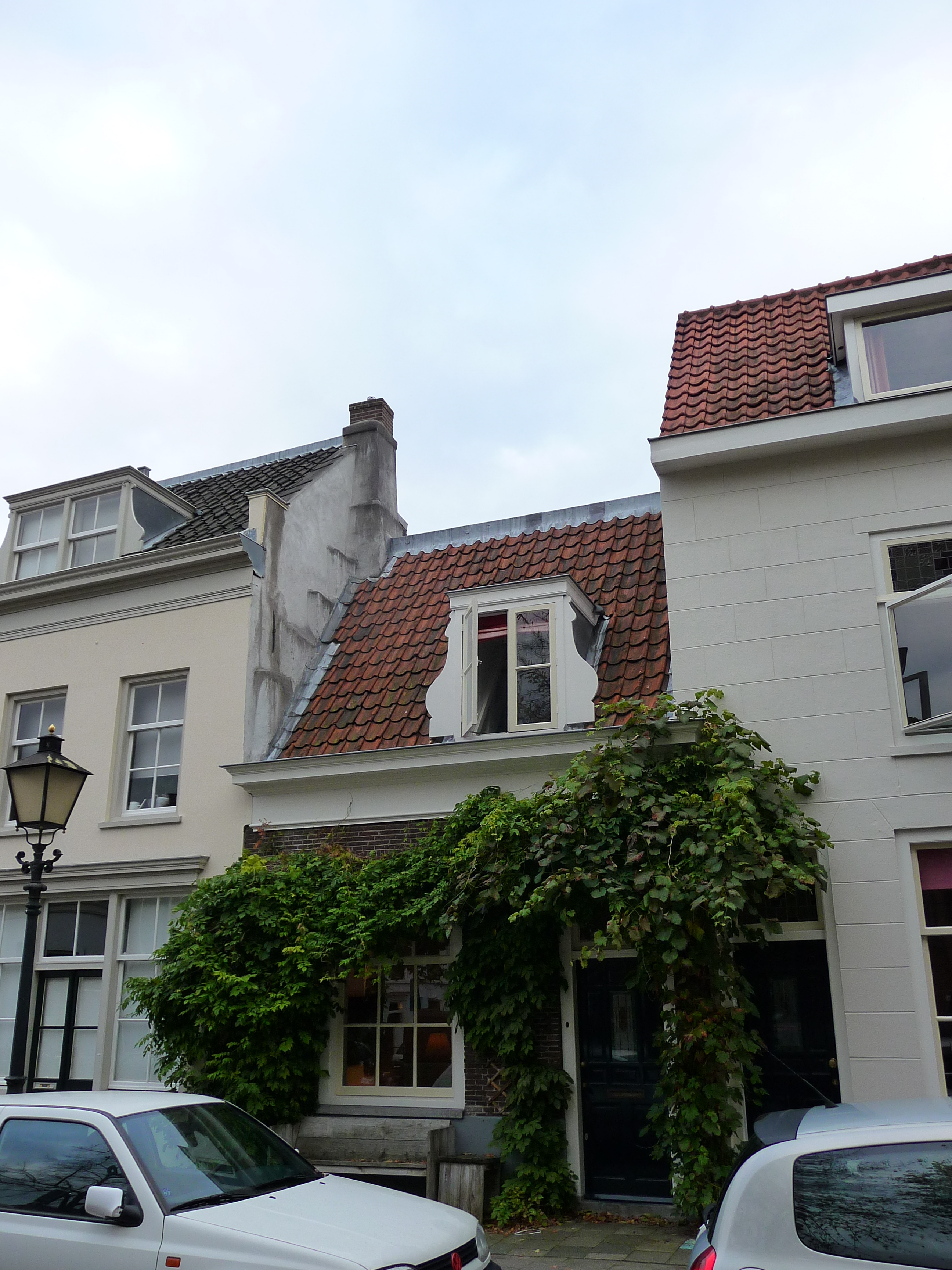
Monumentaal pand aan het Geertekerkhof 2
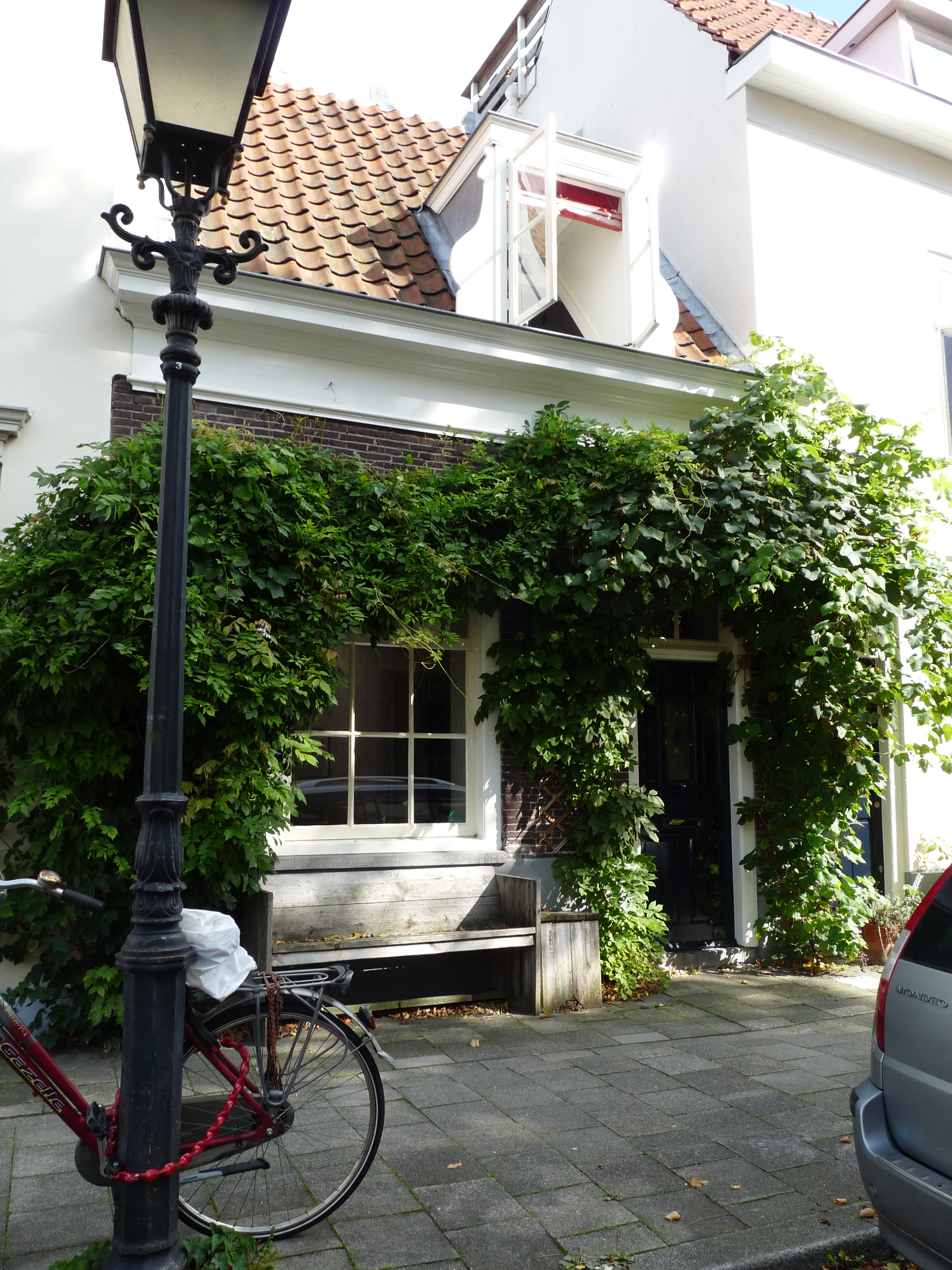
Geertekerkhof 2
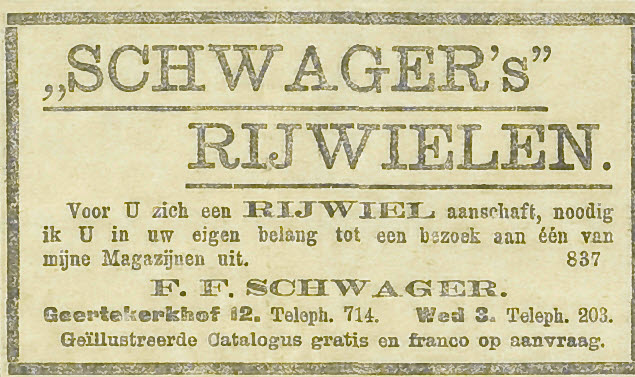
De Utrechtse fietsenhandel/rijwielfabriek Schwager aan het Geertekerkhof - Utrechtsch Nieuwsblad, 2 mei 1908